# Gare de La Limouzinière - Saint-Colombin
La gare de La Limouzinière - Saint-Colombin est une gare ferroviaire française, fermée, de la Ligne de Nantes à Legé (voie métrique). Elle est située sur le territoire de la commune de La Limouzinière, à proximité de Saint-Colomban (Saint-Colombin avant 1973) dans le département de la Loire-Atlantique, en région Pays de la Loire.
La Limouzinière - Saint-Colombin est mise en service en 1893 par la Compagnie française de chemins de fer à voie étroite, elle est fermée, comme la ligne, en 1935.

## Situation ferroviaire
Établie à 13 mètres d'altitude, la gare de La Limouzinière - Saint-Colombin est située au point kilométrique (PK) ... de la ligne à voie métrique de Nantes à Legé, entre les gares de La Roussière et de Saint-Jean-Saint-Étienne-de-Corcoué.

## Histoire
En 1871, l'ingénieur en chef du département est chargé « d'étudier un avant-projet d'un chemin de fer de Nantes à Legé, avec prolongement vers la Vendée », il en ressort qu'il doit notamment desservir Saint-Colombin et La Limouzière.

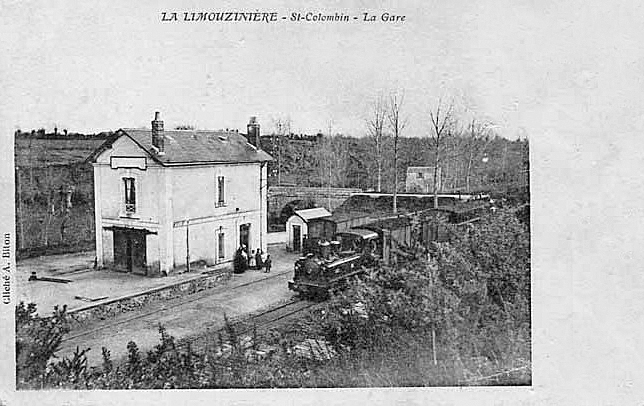
La gare vers 1910.

Ce n'est qu'en 1890, que la ligne de Nantes à Legé est déclarée d'utilité publique et concédée à la Compagnie française de chemins de fer à voie étroite qui peut commencer les travaux. La ligne, avec notamment la gare de La Limouzinière - Saint-Colombin, est inaugurée le 28 août 1893.
La gare est fermée lors de l'arrêt définitif des circulations sur la ligne, le 1er mai 1935.

## Patrimoine ferroviaire
La gare a été depuis transformée en maison d'habitation.